# Parc naturel de Żerków-Czeszewo
Pour les articles homonymes, voir Żerków (homonymie) et Czeszewo.
Le parc naturel de Żerków-Czeszewo (en polonais : Żerkowsko-Czeszewski Park Krajobrazowy) est un parc naturel de Pologne, couvrant 15 640 hectares, qui a été créé en 1994.
Le parc s'étend en plein centre de la voïvodie de Grande-Pologne, à cheval sur trois powiats : celui de Jarocin (incluant la commune de Żerków), celui de Września (incluant la commune de Miłosław), et celui de Środa Wielkopolska (incluant la commune de Nowe Miasto nad Wartą).
Le parc se situe dans la vallée inondable de la Warta et de son petit affluent, la Lutynia, qui décrivent des méandres autour de nombreux lacs. Les deux plus hauts points du parc sont la Łysa Góra (161 mètres) et Góra Żerkowska (155 mètres).

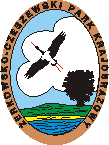
Logo du parc

Le palais de Śmiełów se trouve sur le territoire du parc. Datant de la fin du XVIIIe siècle, il est connu pour avoir accueilli le célèbre écrivain et poète polonais Adam Mickiewicz en 1831. Depuis 1975, un musée en sa mémoire a été ouvert dans le palais.
Le parc est composé de trois réserves naturelles : la réserve naturelle de la forêt de Czeszewo, la réserve naturelle de Dwunastak, et la réserve naturelle de Dębno nad Wartą.
Le parc naturel s'inscrit dans le réseau Natura 2000 grâce à l'Union européenne.

## Galerie d'images

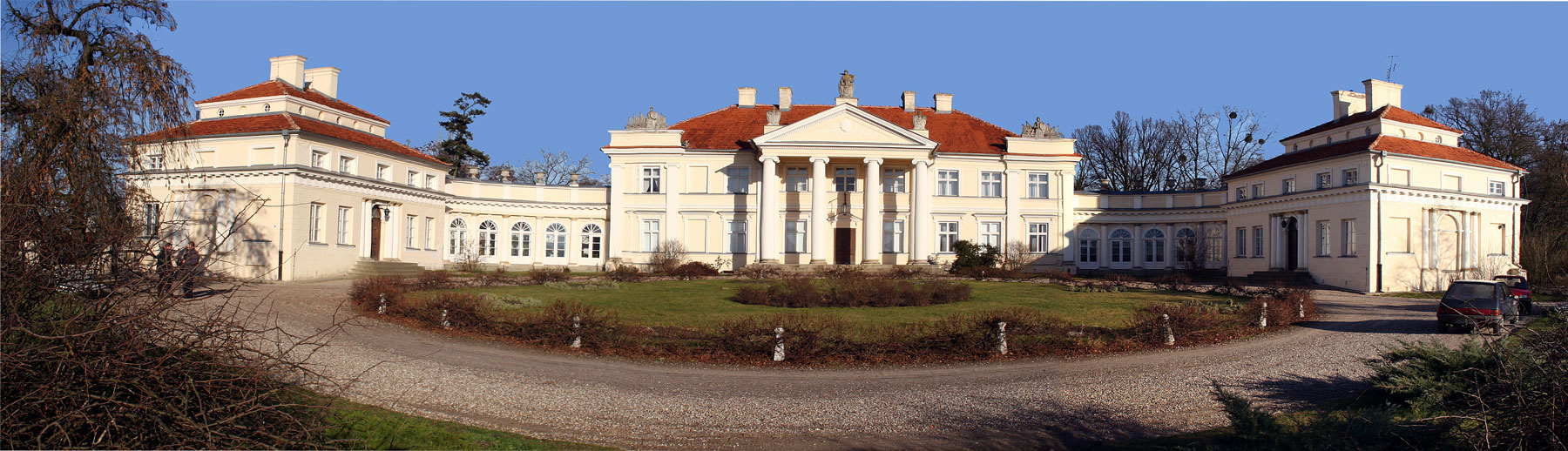
Le palais de Śmiełów.